# Corrhenes picta
Corrhenes picta är en skalbaggsart som först beskrevs av Francis Polkinghorne Pascoe 1864.  Corrhenes picta ingår i släktet Corrhenes och familjen långhorningar. Inga underarter finns listade i Catalogue of Life.